# ATI Radeon HD 5000 series
La ATI Radeon HD 5000 series chiamata anche Evergreen o Radeon R800 è una famiglia di GPU sviluppata dalla divisione grafica di AMD, la ATI Technologies.

## Storia
La sua esistenza fu rivelata in una presentazione nel corso dell'AMD Technology Analyst Day nel luglio del 2007 come "R8xx". ATI Technologies tenne una conferenza stampa sulla portaerei-museo americana USS Hornet il 10 settembre 2009, annunciando ATI Eyefinity multi-display e le specifiche delle varianti della Radeon HD 5800 series. Il lancio ufficiale delle prime varianti delle Radeon HD 5000 si tenne il 23 settembre 2009, quando furono presentati i modelli Radeon HD 5850 e HD 5870. Con il 2010 si susseguirono continui lanci di nuove soluzioni: tra gli altri il lancio della HD 5670, avvenuto il 14 gennaio 2010.
Tutte le GPU a 40 nm con cui sono equipaggiate le Radeon HD 5000 provengono dagli stabilimenti della TSMC. La forte richiesta degli acquirenti, unita alla loro bassa disponibilità a causa della scarsa resa produttiva di TSMC per la nuova tecnologia a 40 nm, ha comportato un inevitabile aumento dei prezzi da parte di AMD per i primi mesi successivi al lancio.

## Prodotti

### Radeon HD 5900
Nome in codice Hemlock, la Radeon HD 5900 series è stata annunciata il 12 ottobre 2009, con la HD 5970. La Radeon HD 5900 utilizza due processori grafici Cypress e un ponte PCI-E, similmente alla Radeon HD 4800X2 series, che rende questa l'unica serie ad avere due GPU della famiglia Evergreen su un PCB. Ci sono state voci di altri prodotti della serie HD 5900, come la HD 5950, anche se mai confermate da AMD.

### Radeon HD 5800
Nome in codice Cypress, la Radeon HD 5800 (RV870) è stata annunciata il 23 settembre, 2009 e include i modelli Radeon HD 5850 e 5870. La Radeon HD 5830 è stata invece presentata il 25 febbraio 2010.
Il modello di lancio della Radeon HD 5870 possono supportare al massimo solo 3 uscite display, ma verrà presentata anche una versione a 6 mini uscite DisplayPort. La Radeon HD 5870 dispone di 1600 stream processors, la Radeon HD 5850 possiede invece 1440 stream processors, in quanto ne sono stati disattivati 160 dei 1600 presenti nella 5870.
La Radeon HD 5830 dispone di 1120 stream processors utilizzabili e un clock del core di 800 MHz, e si presenta come derivata della HD 5850.

### Radeon HD 5700
Nome in codice di Juniper, la Radeon HD 5700 series è stata annunciata il 13 ottobre 2009, e include i prodotti Radeon HD 5750 e Radeon HD 5770. La Radeon HD 5770 ha 800 core, mentre la Radeon HD 5750 ha 720 core, a seguito della disattivazione di alcuni core presenti nella 5770. La serie 5700 ha una larghezza di bus di 128-bit, mentre la serie 5800 ha larghezza di bus a 256-bit.

### Radeon HD 5600
Nome in codice Redwood,  la Radeon HD 5670 è stata messa in commercio il 14 gennaio 2010.  La Radeon HD 5670 ha 400 stream processor e una frequenza di core di 775 MHz con 1000 MHz (4.0 Gbit/s) di memoria GDDR5.

### Radeon HD 5500
Nome in codice Redwood, la Radeon HD 5570 è stata messa in commercio il 9 febbraio 2010. Utilizza la stessa GPU della Radeon HD 5670, ma è limitata alla memoria DDR3 e ha frequenza di core inferiore. Fa parte di questa categoria anche la Radeon 5550, presentata nella medesima data della 5570.

### Radeon HD 5400
Nome in codice Cedar, la Radeon HD 5400 Series è stata annunciata il 4 febbraio 2010, con la HD 5450. La Radeon HD 5450 dispone di 80 core, ha clock di 650 MHz e 800 MHz di memoria DDR2 o DDR3. La serie 5400 è la fascia entry level (più economica, di base) della serie HD 5000 ed è spesso utilizzata per editare video.

## Modelli
| Modello           | Rilascio   | Nome in Codice | Architettura e Fabbricazione | Transistors (milioni) | Dimensione Die (mm²) | Configurazione Core | Clock (Mhz) | Memoria | Memoria | Memoria          | Memoria         | Fillrate     | Fillrate       | Potenza di Elaborazione (GFLOPS) | Potenza di Elaborazione (GFLOPS) | TDP (Watt) | Prezzo (USD) |
| Modello           | Rilascio   | Nome in Codice | Architettura e Fabbricazione | Transistors (milioni) | Dimensione Die (mm²) | Configurazione Core | Clock (Mhz) | MB      | Tipo    | Bandwidth (GB/s) | Velocità (MBPS) | Pixel (GP/s) | Texture (GT/s) | Precisione Singola               | Precisione Doppia                | TDP (Watt) | Prezzo (USD) |
| ----------------- | ---------- | -------------- | ---------------------------- | --------------------- | -------------------- | ------------------- | ----------- | ------- | ------- | ---------------- | --------------- | ------------ | -------------- | -------------------------------- | -------------------------------- | ---------- | ------------ |
| Radeon HD 5450    | 04/02/2010 | Cedar          | TeraScale 2 TSMC 40nm        | 292                   | 59                   | 80:8:4:2            | 650         | 512     | DDR2    | 6.4              | 800             | 2.6          | 5.2            | 104                              | N.D.                             | 19         | N.D.         |
| Radeon HD 5470    | 13/02/2012 | Cedar          | TeraScale 2 TSMC 40nm        | 292                   | 59                   | 80:8:4:2            | 650         | 512     | GDDR3   | 6.4              | 800             | 2.6          | 5.2            | 104                              | N.D.                             | 19         | N.D.         |
| Radeon HD 5490    | 28/10/2012 | Cedar          | TeraScale 2 TSMC 40nm        | 292                   | 59                   | 80:8:4:2            | 650         | 1024    | GDDR3   | 8.0              | 1000            | 2.6          | 5.2            | 104                              | N.D.                             | 19         | N.D.         |
| Radeon HD 5530    | 17/03/2011 | Cedar          | TeraScale 2 TSMC 40nm        | 292                   | 59                   | 80:8:4:2            | 650         | 1024    | GDDR3   | 9.6              | 1200            | 2.6          | 5.2            | 104                              | N.D.                             | 19         | N.D.         |
| Radeon HD 5550    | 09/02/2010 | Redwood        | TeraScale 2 TSMC 40nm        | 627                   | 104                  | 320:16:8:4          | 550         | 512     | GDDR5   | 51.2             | 3200            | 4.4          | 8.8            | 352                              | N.D.                             | 39         | N.D.         |
| Radeon HD 5570    | 09/02/2010 | Redwood        | TeraScale 2 TSMC 40nm        | 627                   | 104                  | 400:20:8:5          | 650         | 1024    | GDDR3   | 25.6             | 1600            | 5.2          | 13.0           | 520                              | N.D.                             | 39         | N.D.         |
| Radeon HD 5630    | 15/02/2011 | Redwood        | TeraScale 2 TSMC 40nm        | 627                   | 104                  | 320:16:8:4          | 650         | 1024    | GDDR3   | 12.4             | 780             | 5.2          | 10.4           | 416                              | N.D.                             | 39         | N.D.         |
| Radeon HD 5670    | 14/01/2010 | Redwood        | TeraScale 2 TSMC 40nm        | 627                   | 104                  | 400:20:8:5          | 775         | 1024    | GDDR5   | 64.0             | 4000            | 6.2          | 15.5           | 620                              | N.D.                             | 64         | 119          |
| Radeon HD 5690    | 01/02/2011 | Redwood        | TeraScale 2 TSMC 40nm        | 627                   | 104                  | 400:20:8:5          | 775         | 1024    | GDDR3   | 32.0             | 2000            | 6.2          | 15.5           | 620                              | N.D.                             | 64         | N.D.         |
| Radeon HD 5730    | 26/02/2011 | Redwood        | TeraScale 2 TSMC 40nm        | 627                   | 104                  | 400:20:8:5          | 775         | 1024    | GDDR5   | 64.0             | 4000            | 6.2          | 15.5           | 620                              | N.D.                             | 64         | N.D.         |
| Radeon HD 5750    | 13/10/2009 | Juniper        | TeraScale 2 TSMC 40nm        | 1040                  | 166                  | 720:36:16:9         | 700         | 1024    | GDDR5   | 73.6             | 4600            | 11.2         | 25.2           | 1008                             | N.D.                             | 86         | N.D.         |
| Radeon HD 5770    | 13/10/2009 | Juniper        | TeraScale 2 TSMC 40nm        | 1040                  | 166                  | 800:40:16:10        | 850         | 1024    | GDDR5   | 76.8             | 4800            | 13.6         | 34.0           | 1360                             | N.D.                             | 108        | 159          |
| Radeon HD 5770 X2 | 13/10/2009 | Juniper        | TeraScale 2 TSMC 40nm        | 1040                  | 166                  | 800:40:16:10 x2     | 850         | 1024 x2 | GDDR5   | 76.8 x2          | 4800            | 13.6 x2      | 34.0 x2        | 1360 x2                          | N.D.                             | 200        | N.D.         |
| Radeon HD 5830    | 25/02/2010 | Cypress        | TeraScale 2 TSMC 40nm        | 2154                  | 334                  | 1120:56:16:14       | 800         | 1024    | GDDR5   | 128.0            | 4000            | 12.8         | 44.8           | 1792                             | 358.4 (1:5)                      | 175        | N.D.         |
| Radeon HD 5850    | 30/09/2009 | Cypress        | TeraScale 2 TSMC 40nm        | 2154                  | 334                  | 1440:72:32:18       | 725         | 1024    | GDDR5   | 128.0            | 4000            | 23.2         | 52.2           | 2088                             | 417.6 (1:5)                      | 151        | 299          |
| Radeon HD 5870    | 23/09/2009 | Cypress        | TeraScale 2 TSMC 40nm        | 2154                  | 334                  | 1600:80:32:20       | 850         | 1024    | GDDR5   | 153.6            | 4800            | 27.2         | 68.0           | 2720                             | 544.0 (1:5)                      | 188        | 399          |
| Radeon HD 5970    | 18/11/2009 | Hemlock        | TeraScale 2 TSMC 40nm        | 2154                  | 334                  | 1600:80:32:20 x2    | 725         | 1024 x2 | GDDR5   | 128.0 x2         | 4000            | 23.2 x2      | 58.0 x2        | 2320                             | 464.0 (1:5)                      | 294        | 699          |

### Annotazioni
1. ↑  Shading Units:TMUs:ROPs:Compute Units
2. ↑  La scheda Radeon HD 5870 Eyefinity Edition supporta sei uscite mini DisplayPort, ognuna delle quali può essere attiva contemporaneamente alle altre.

### Fonti
1. ↑   kripkit.com,  https://kripkit.com/ati-radeon-hd-5000-series/.
2. ↑   webnews.it,  https://www.webnews.it/ati-radeon-hd-5800-ecco-le-specifiche-definitive/.
3. ↑   punto-informatico.it,  https://www.punto-informatico.it/le-radeon-5800-aprono-lera-directx-11/.
4. 1 2   techpowerup.com,  https://www.techpowerup.com/gpu-specs/radeon-hd-5670.c248.
5. ↑  L'ATI Radeon HD 5970 sul sito ufficiale della AMD
6. ↑  L'ATI Radeon HD 5870 Eyefinity 6 sul sito ufficiale della AMD
7. ↑  L'ATI Radeon HD 5870 sul sito ufficiale della AMD
8. ↑  L'ATI Radeon HD 5850 sul sito ufficiale della AMD
9. ↑  L'ATI Radeon HD 5830 sul sito ufficiale della AMD
10. ↑   ATI Radeon HD 5870: la prima scheda video per DirectX 11, su Hardware Upgrade. URL consultato l'8 giugno 2022.
11. ↑   Action figure per Brutal Legend, su SpazioGames, 12 ottobre 2009. URL consultato l'8 giugno 2022.
12. ↑   ATI Radeon HD 5700: DirectX 11 per la fascia media, su Hardware Upgrade. URL consultato l'8 giugno 2022.
13. ↑   techpowerup.com,  https://www.techpowerup.com/gpu-specs/radeon-hd-5450.c503.
14. ↑   techpowerup.com,  https://www.techpowerup.com/gpu-specs/radeon-hd-5470.c2062.
15. ↑   techpowerup.com,  https://www.techpowerup.com/gpu-specs/radeon-hd-5490.c2061.
16. ↑   techpowerup.com,  https://www.techpowerup.com/gpu-specs/radeon-hd-5530.c2063.
17. ↑   techpowerup.com,  https://www.techpowerup.com/gpu-specs/radeon-hd-5550.c1034.
18. ↑   techpowerup.com,  https://www.techpowerup.com/gpu-specs/radeon-hd-5570.c247.
19. ↑   techpowerup.com,  https://www.techpowerup.com/gpu-specs/radeon-hd-5630.c2064.
20. ↑   techpowerup.com,  https://www.techpowerup.com/gpu-specs/radeon-hd-5690.c2084.
21. ↑   techpowerup.com,  https://www.techpowerup.com/gpu-specs/radeon-hd-5730.c2065.
22. ↑   techpowerup.com,  https://www.techpowerup.com/gpu-specs/radeon-hd-5750.c249.
23. ↑   techpowerup.com,  https://www.techpowerup.com/gpu-specs/radeon-hd-5770.c250.
24. ↑   techpowerup.com,  https://www.techpowerup.com/gpu-specs/radeon-hd-5770-x2.c1187.
25. ↑   techpowerup.com,  https://www.techpowerup.com/gpu-specs/radeon-hd-5830.c251.
26. ↑   techpowerup.com,  https://www.techpowerup.com/gpu-specs/radeon-hd-5850.c252.
27. ↑   techpowerup.com,  https://www.techpowerup.com/gpu-specs/radeon-hd-5870.c253.
28. ↑   techpowerup.com,  https://www.techpowerup.com/gpu-specs/radeon-hd-5970.c254.